# Macrovalsaria
Macrovalsaria is een geslacht van schimmels behorend tot de familie Macrovalsariaceae. De typesoort is Macrovalsaria leonensis.

## Soorten
Volgens Index Fungorum telt het geslacht twee soorten (peildatum februari 2022):
| Soortnaam                 | Auteur(s)        | Publicatiejaar |
| ------------------------- | ---------------- | -------------- |
| Macrovalsaria leonensis   | (Deighton) Petr. | 1962           |
| Macrovalsaria megalospora | (Mont.) Sivan.   | 1975           |